# Бюрно-ле-О
Бюрно́-ле-О (фр. Burnhaupt-le-Haut) — коммуна на северо-востоке Франции в регионе Гранд-Эст (бывший Эльзас — Шампань — Арденны — Лотарингия), департамент Верхний Рейн, округ Тан — Гебвиллер, кантон Мазво. До марта 2015 года коммуна административно входила в состав кантона Серне (округ Тан).
Площадь коммуны — 12,49 км², население — 1599 человек (2006) с устойчивой тенденцией к росту: 1677 человек (2012), плотность населения — 134,3 чел/км².

## Население
Численность населения коммуны в 2011 году составляла 1629 человек, а в 2012 году — 1677 человек.
| 1962 | 1968 | 1975 | 1982 | 1990 | 1999 | 2004 | 2006 | 2009 | 2011 | 2012 |
| ---- | ---- | ---- | ---- | ---- | ---- | ---- | ---- | ---- | ---- | ---- |
| 900  | 977  | 1084 | 1296 | 1426 | 1505 | 1550 | 1599 | 1596 | 1629 | 1677 |

Динамика населения:

## Экономика
В 2010 году из 1064 человек трудоспособного возраста (от 15 до 64 лет) 802 были экономически активными, 262 — неактивными (показатель активности 75,4 %, в 1999 году — 70,9 %). Из 802 активных трудоспособных жителей работали 760 человек (415 мужчин и 345 женщин), 42 числились безработными (21 мужчина и 21 женщина). Среди 262 трудоспособных неактивных граждан 84 были учениками либо студентами, 109 — пенсионерами, а ещё 69 — были неактивны в силу других причин.
На протяжении 2011 года в коммуне числилось 633 облагаемых налогом домохозяйства, в которых проживало 1625 человек. При этом медиана доходов составила 21864 евро на одного налогоплательщика.